# 泽田文吉
泽田文吉（日语：／ Sawada Bunkichi，1920年7月18日—2006年5月12日），日本男子撑竿跳高运动员。他曾获得1951年亚洲运动会和1954年亚洲运动会男子撑杆跳金牌，还曾获得1952年夏季奥运会男子撑杆跳第六名，并担任日本代表团旗手。